# استيفاء حدودي
التحليل العددي، الاستيفاء بمتعددة الحدود  هو الاستكمال لمجموعة بيانات معينة باستخدام متعددة حدود ذات أدنى درجة ممكنة تمر عبر نقاط مجموعة البيانات.

## تعريف
{\displaystyle p(x_{i})=y_{i},\;i=0,\ldots ,n.}
انظر إلى مصفوفة فانديرموند.